# Benjamin Limo
Benjamin Limo (* 23. August 1974 in Eldoret, Kenia) ist ein ehemaliger kenianischer Leichtathlet und Weltmeister über 5000 Meter (2005).

## Werdegang
Benjamin Limo begann erst 1996 mit dem professionellen Lauftraining.
In Sevilla wurde er 1999 Vizeweltmeister über 5000 Meter.
Im selben Jahr gewann er auch in Belfast (Nordirland, Vereinigtes Königreich) bei den Crosslauf-Weltmeisterschaften mit 12:28 min über die Kurzstrecke (4,236 km).
Bei den Crosslauf-Weltmeisterschaften 2003 wurde er Dritter auf der Kurzstrecke (4,03 km). Bei den Weltmeisterschaften in Helsinki 2005 gewann er über 5000 Meter und holte sich den Titel des Weltmeisters.
Bei den Commonwealth Games 2006 wurde er im März hinter Augustine Kiprono Choge und Craig Mottram Dritter über 5000 Meter. Bei den Crosslauf-Weltmeisterschaften 2006 wurde er in Japan Vierter.
2008 startete er erstmals über die Marathondistanz und wurde mit seiner Zeit von 2:12:46 h Zwölfter beim Amsterdam-Marathon.
Er ist 1,78 m groß und sein Wettkampfgewicht wurde mit 65 kg angeführt.

## Auszeichnungen
- 2005 Kenyan Sportsman of the Year

## Erfolge
| Jahr | Erfolg                          | Disziplin     | Leistung     |
| ---- | ------------------------------- | ------------- | ------------ |
| 1998 | Straßenstaffel-Weltmeister      |               |              |
| 1999 | Crossweltmeister                | Kurzstrecke   | 12:28 min    |
| 1999 | Vizeweltmeister                 | 5000 Meter    | 12:58,72 min |
| 2002 | 2. Platz Commonwealth Games     | 5000 Meter    | 13:13,57 min |
| 2005 | Weltmeister                     | 5000 Meter    | 13:32,55 min |
| 2006 | 4. Platz Crossweltmeisterschaft | Mittelstrecke | 11:00 min    |
| 2006 | 3. Platz Commonwealth Games     | 5000 Meter    | 13:05,30 min |
| 2007 | 15. Platz Weltmeisterschaft     | 5000 Meter    | 14:01,25 min |

## Persönliche Bestleistungen
| Disziplin         | Leistung     | Datum            | Ort       |
| ----------------- | ------------ | ---------------- | --------- |
| 1500 Meter        | 3:37,59 min  | 1999             |           |
| 3000 Meter        | 7:28,67 min  | 4. August 1999   | Monaco    |
| 5000 Meter        | 12:54,99 min | 4. Juli 2003     | Paris     |
| 10.000 Meter      | 27:42,43 min | 21. Mai 2004     | Hengelo   |
| 10 km Straßenlauf | 28:00 min    | 23. März 2002    | Mobile    |
| Marathon          | 2:12:46 h    | 19. Oktober 2008 | Amsterdam |

## Leistungsentwicklung
| Jahr | 3000 Meter (in min) | 5000 Meter (in min) |
| ---- | ------------------- | ------------------- |
| 1998 | 7:41,95             | 13:07,38            |
| 1999 | 7:28,67             | 12:55,86            |
| 2000 | 7:37,73             | 12:55,82            |
| 2001 | 7:33,10             | 12:59,53            |
| 2002 | 7:34,72             | 12:57,24            |
| 2003 | 7:33,12             | 12:54,99            |
| 2004 | -                   | 13:31,25            |
| 2005 | 7:29,60             | 12:55,26            |
| 2006 | 7:34,97             | 12:58,29            |
| 2007 | 7:50,04             | 13:16,66            |